# Dwór w Sierakowie
Dwór w Sierakowie (Dwór Sieraków) – XV-wieczny dwór szlachecki, znajdujący się w miejscowości Sieraków, w gminie Dobczyce w powiecie myślenickim województwa małopolskiego.

## Historia
Pierwsze wzmianki na temat wsi Sieraków pochodzą z XIV wieku; była wsią folwarczną z dworem. Jej pierwszym właścicielem był Mikołaj z Sierakowa, który w 1412 roku na wzgórzu wzniósł dwór szlachecki. W rękach Sierakowskich dwór pozostawał do końca XV wieku.

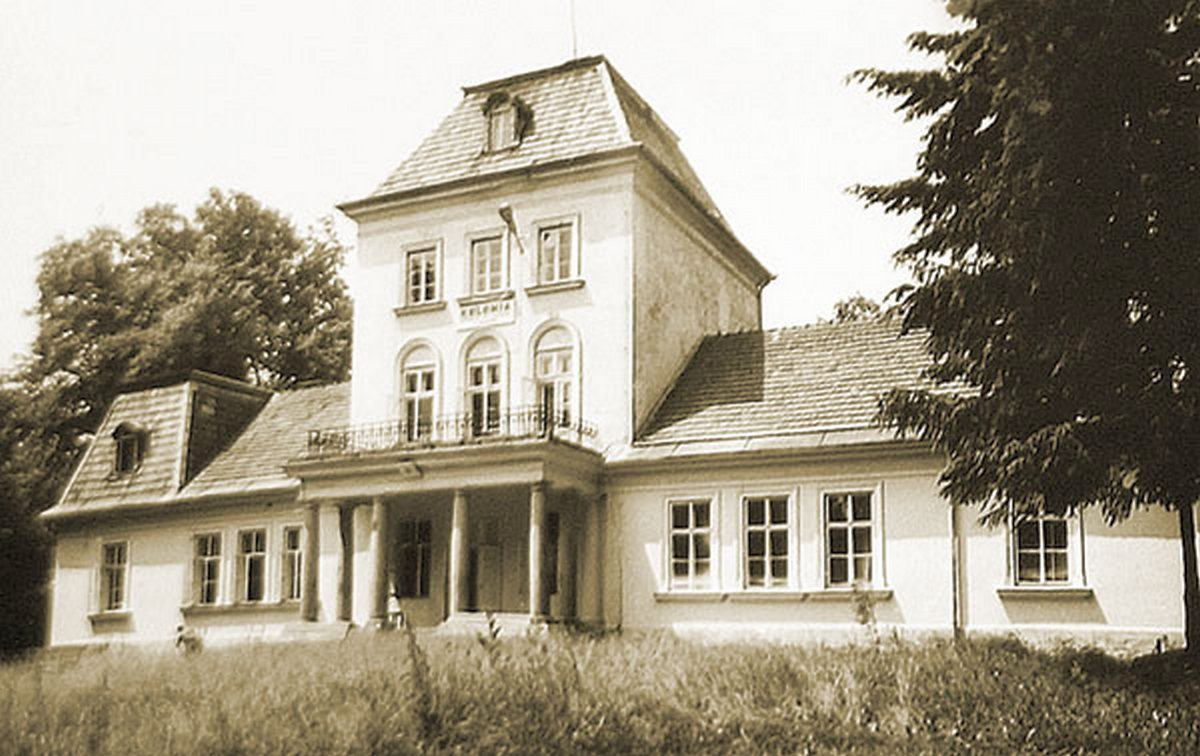
Dwór Sieraków przed przebudową

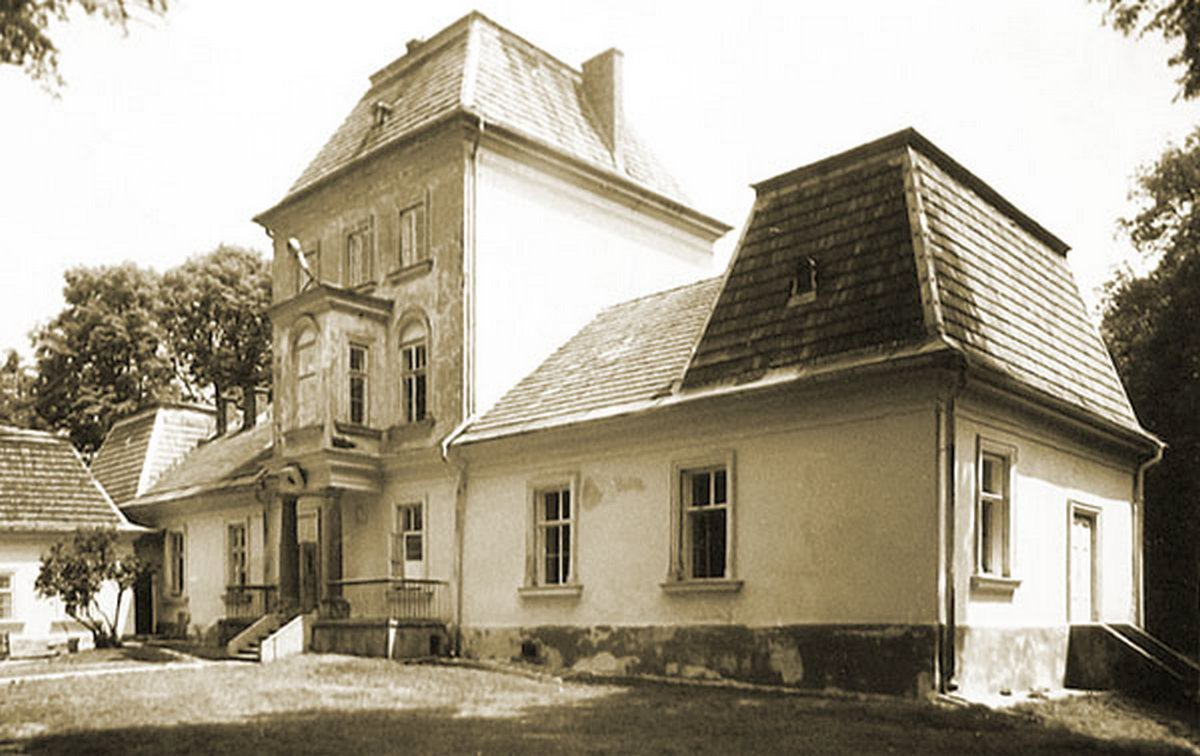
Dwór Sieraków – widok od strony ogrodu

W 1507 roku część wsi Sieraków wraz z pobliskimi Krzesławicami i Zegartowicami, za 430 grzywien, zakupił Jakub Lubomirski, wojewoda krakowski, sędzia grodzki krakowski (1492) i sędzia ziemski krakowski (od 1506), poseł na sejm elekcyjny. Po jego śmierci wieś Sieraków wraz z dworem odziedziczył syn, Joachim Lubomirski, dworzanin królewski i starosta jasielski. Według zachowanych dokumentów, ok. 1525 roku wieś Sieraków była dzierżawiona przez Feliksa Lubomirskiego ze Sławkowic. Z powodu licznych procesów sądowych i zadłużeń Joachim Lubomirski w 1529 roku zastawił za 1600 florenów u Stanisława Pieniążka z Iwanowic, wieś Sieraków oraz pobliskie wsie Jodłownik, Dziekanowice i Zbyszkówkę (obecnie część wsi Sieraków), by następnie sprzedać część majątku (w tym część wsi Sieraków) za 2100 florenów, Adamowi i Krzysztofowi Niewiarowskim. Joachim Lubomirski zmarł bezpotomnie w 1570 roku, a jego dobra w 1571 zostały podzielone pomiędzy kalwińską linią Lubomirskich na Jawczycach a linią na Lubomierzu. Wieś Sieraków miał otrzymać wnuk Stanisława Lubomirskiego Mikołaj Lubomirski z Jawczyc wraz z dopłatą do niej. Mikołaj zmarł w 1578.
Kolejna wzmianka na temat dworu w Sierakowie pochodzi z 1694 roku, kiedy to jego właściciel ksiądz Andrzej Pacanowski sprzedał wieś Annie Romiszewskiej. W rękach rodu Romiszewskich dwór znajdował się do końca XVIII wieku. Jego właścicielami byli Ignacy Sariusz-Romiszewski z Romiszowic h. Jelita (1710–1762) do 1762, a następnie jego syn Aleksy Saryusz Romiszewski do 1795.
Pod koniec XVIII wieku, prawdopodobnie w 1787 lub 1788 roku, dwór i ziemie zostały zakupione przez Jana Nepomucena Przychockiego (1716–1790), żupnika wielickiego, byłego sekretarza króla Augusta III Sasa; jego żona Agnieszka pochodziła z rodziny Fogelvederów, handlującej w całej Europie korzeniami, bakaliami i winem. W 1790 Jan zmarł, a dwór odziedziczali po nim kolejni spadkowicze: Ignacy Sebastian Przychocki, który za sprawą Franciszka II w 1794 roku otrzymał wraz z Kazimierzem Przychodzkim tytuł barona, jego syn Aleksander, a po nim Teodor (1827–1887), Jan Przychocki (1874–1962) i Franciszek Przychocki.
Na początku lat dwudziestych XX wieku majątek w Sierakowie zakupił Władysław Kucharski, poseł na sejm z listy Chrześcijańskiego Związku Jedności Narodowej, minister przemysłu i handlu w rządzie Wincentego Witosa. W 1936 roku w wyniku zadłużenia majątek Kucharskiego został przejęty przez Komunalną Kasę Oszczędności w Krakowie. W czasie II wojny światowej włości zajęli Niemcy i urządzili w nich kantynę. Zarządcą był Polak, Tylman, który zajmował się gospodarstwem, dostarczał żywność Niemcom, a jednocześnie współpracował z AK i ukrywał w dworze uciekinierów z obozu Auschwitz-Birkenau.

### Po 1945
Po II wojnie światowej, w 1951 roku, dwór sierakowski został przejęty przez Skarb Państwa. W latach 1957–1988 budynkami zarządzała Spółdzielnia Pracy „Gromada” w Krakowie, która urządziła tu ośrodek kolonijno-wczasowy. Od 1988 roku obiekt przeszedł pod zarząd państwowego przedsiębiorstwa Uzdrowiska Krakowskie, a w murach dawnego dworu otworzono szpital uzdrowiskowy i sanatorium „Kinga”. Z powodu braku funduszy w 2005 roku dwór został wystawiony na sprzedaż.

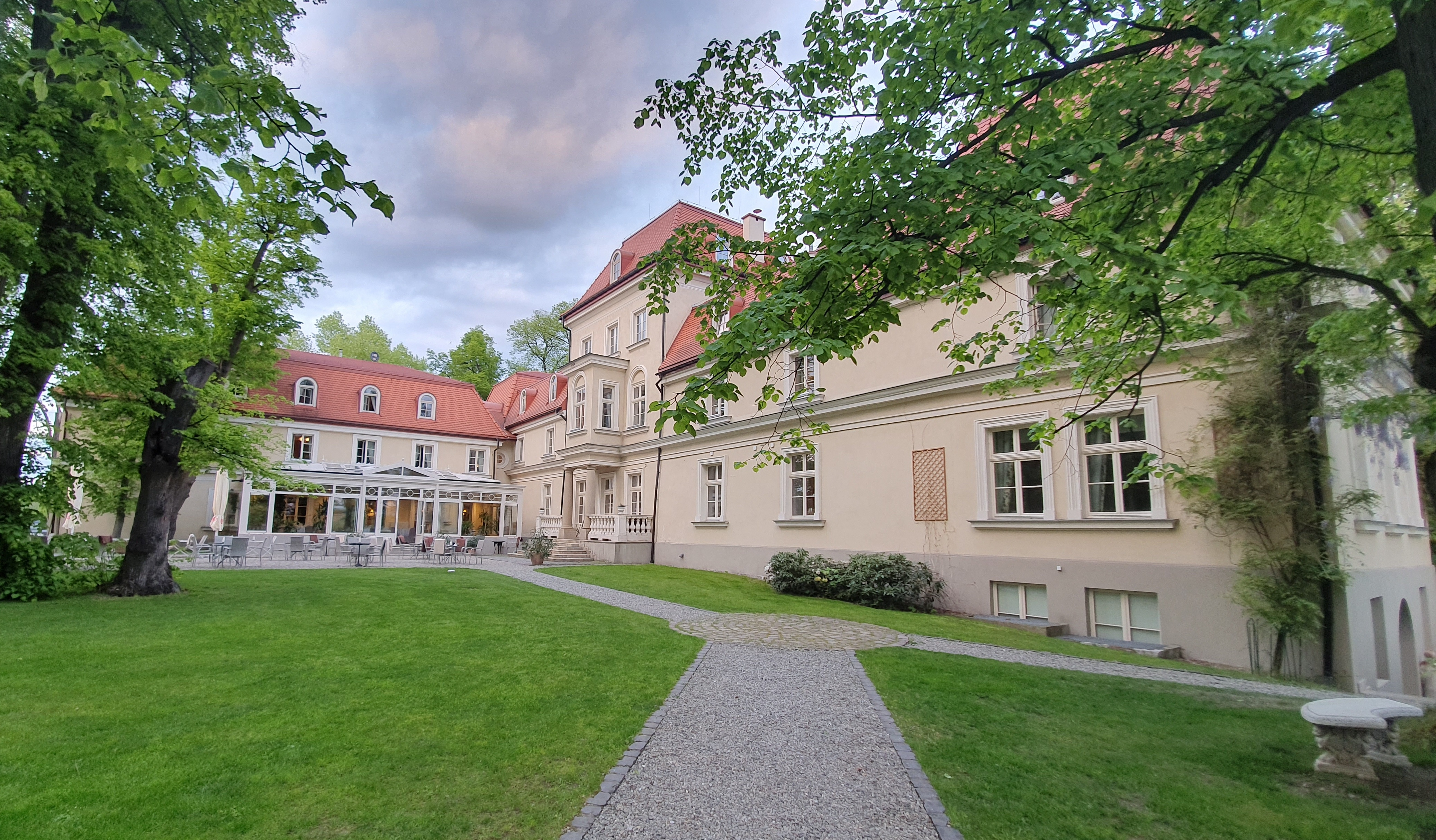
Dwór Sieraków – widok od strony ogrodu

## Architektura

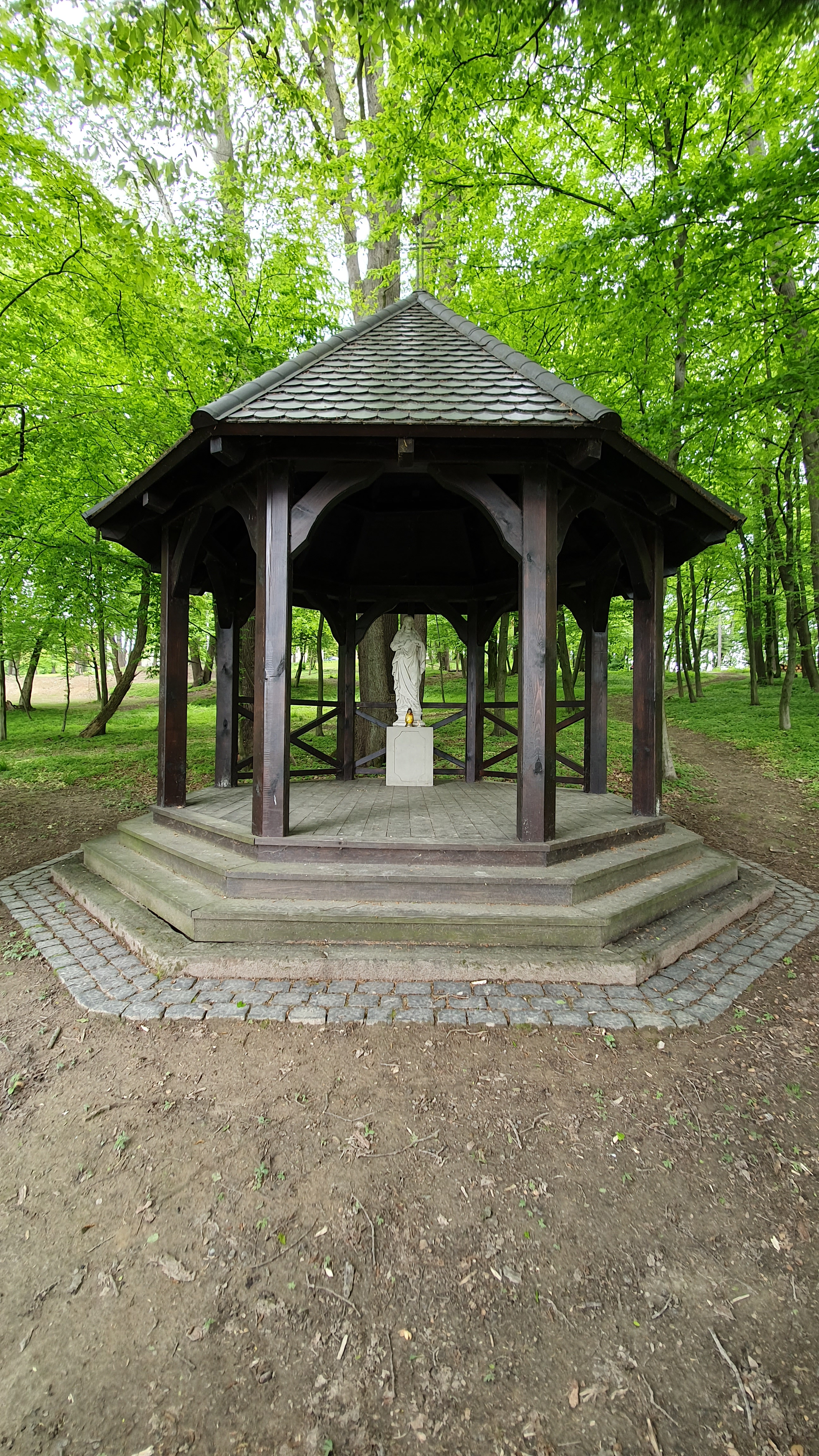
W zabytkowym parku znajduje się kapliczka

Pierwszy opis dworu pochodzi z 1694 roku, z inwentarza sporządzonego po zakupie majątku przez rodzinę Romiszewskich. Był to wówczas jednokondygnacyjny drewniany budynek z dwukondygnacyjnym ryzalitem z trzystopniowym gankiem od frontu, otoczonym balustradą i ławkami; budynek przykryty był gontowym dachem i był podpiwniczony. W środkowej części elewacji znajdowały się dwa okna. W części środkowej znajdowała się sień z dwoma oknami, z kolumnami i z białym kaflowym piecem po lewej stronie. Z izby prowadziły drzwi do bocznych skrzydeł. W lewym znajdowała się komnata i alkierz; po stronie prawej spiżarnia i piekarnia oraz kilka mniejszych komnat. Z sieni prowadziły schody na wyższą kondygnację, gdzie znajdowała się izba z sześcioma oknami mniejszymi, również z piecem kaflowym. Z pokoju prowadziły drzwi na ganek. Nad pomieszczeniem w części dachowej znajdował się mały nieogrzewany pokój. Z tylnej części sieni głównej wychodziły drzwi do ogrodu.
Podczas rzezi galicyjskiej w 1846 roku prawdopodobnie pałacyk uległ zniszczeniu. Jego odbudowy podjął się Teodor Przychocki. Powstał wówczas późnoklasycystyczny murowany budynek, wzorowany na rezydencjonalnej architekturze francuskiej, wzniesiony na planie prostokąta z bocznymi skrzydłami od strony wschodniej elewacji tylnej. Dla podkreślenia stylu środkowy ryzalit został poprzedzony sześciokolumnowym portykiem z tarasem przy podjeździe; od strony elewacji ogrodowej umieszczono dwukolumnowy portyk wspierający wykusz kondygnacji pierwszego piętra. W kolejnych latach, z końcem XIX i początkiem XX wieku, dwór był rozbudowywany. Otrzymał m.in. jednokondygnacyjny dach dwuspadowy, a oba skrzydła zakończona podniesionym jednokondygnacyjnym ryzalitem.
Wokół dworu Przychoccy urządzili park w stylu angielskim. Zasadzono wówczas, rosnące do dziś, buki, dęby, graby, wierzby, jesiony, a także tulipanowca. Do pałacu prowadzi alejka dojazdowa z kolistym podjazdem od strony elewacji frontowej.
Pod koniec lat 60. XX wieku Spółdzielnia Pracy „Gromada” przeprowadziła remont dworu. Wymienione zostały wówczas stropy, zabytkową klatkę schodową zamieniono na żelbetową, a dawny przedsionek podzielono na pomieszczenia z urządzeniami sanitarnymi. Obok dworu wybudowano pawilony.

### Po 2006
W 2006 roku dwór w Sierakowie został wystawiony na sprzedaż. Przetarg wygrało małżeństwo Karolina Grabowska, była konsul generalny Urugwaju, i Paweł Gąsiorek, prezes zarządu Domu Wina. Budynek został poddany gruntownej przebudowie. Nad projektantem czuwała architekt Maria Anna Fischinger, a projektem wnętrz zajmowała się angielska projektantka wnętrz Phoebe Ryrko. Nowe plany zakładały poszerzenie i podniesienie skrzydeł bocznych o jedną kondygnację przy jednoczesnym nadaniu lewemu skrzydłu tej samej wysokości co skrzydłu prawemu; tylne skrzydło zostało rozbudowane i również podniesione o jedną kondygnację. Okna otrzymały nowe profilowane obramienia, w części ryzalitu na parterze i drugim piętrze prostokątne, na pierwszym piętrze zakończone półkolem. Drugą kondygnację zamykają profilowane gzymsy koronujące. Cały budynek został pokryty dachem dwuspadowym siodłowym z zamkniętymi półkoliście lukarnami oraz dachem mansardowym w części trzykondygnacyjnych ryzalitów środkowego i bocznych.
W wyniku przebudowy dwór powiększył ilość pokoi z piętnastu do dwudziestu ośmiu. Pomieszczenia piwniczne zaadaptowano do funkcji rekreacyjnej, m.in. wybudowano saunę oraz umieszczono piwniczkę z winami. Dwór został przekształcony w czterogwiazdkowy hotel z restauracją w stylu rustykalnym (rekomendowaną przez stowarzyszenie Slow Food Polska) i barem w stylu szkockim, ze „złotą salą” przeznaczoną do przyjęcia 120 gości oraz barem degustacyjnym. Na pierwszym i na drugim piętrze budynku znajdują się pokoje hotelowe. W parku wyburzono stare budynki powojenne. W parku znajduje się kapliczka. Modernizacja obiektu była przeprowadzona pod nadzorem Małopolskiego Wojewódzkiego Konserwatora Zabytków.